# Кочетков, Юрий Владимирович (артист)
Юрий Владимирович Кочетков (род. 16 сентября 1940) — российский актёр, театральный режиссёр, педагог. Народный артист Российской Федерации (2000). С 1974 года — художественный руководитель Астраханского театра юного зрителя. Почётный гражданин Астрахани.

## Биография
Родился 16 сентября 1940 года в семье провинциальных актёров Ольги Пенчковской и Владимира Кочеткова. Во время войны вместе с родителями был в эвакуации в Омске, затем жил в Ставрополе. В школе учился вместе с будущими известными актёрами Владиславом Дворжецким и Эммануилом Виторганом. В 1948 году вернулся в Астрахань. Детство провёл в театре, и уже в этом возрасте пробовал ставить спектакли.
Поступил в Астраханский педагогический институт. Во время обучения продолжал заниматься театральными постановками. в 1965 году, по окончании института, был распределён в Харабали, где создал народный театр и поставил пьесу А. Д. Салынского «Камешки на ладони». Спектакль был отмечен на Первом Всесоюзном фестивале самодеятельного творчества трудящихся и показан на сцене московского Малого театра.
До 1970 года Юрий Кочетков заочно учился в Московском театральном училище имени Б. В. Щукина, получив профессию режиссёра. С 1967 года работал режиссёром в Астраханском областном драматическом театре. В 1970 году стал директором Астраханского театра юного зрителя, а с 1974 года занял место художественного руководителя этого театра. В ТЮЗе Поставил более 80 спектаклей, включая «Будьте готовы, Ваше Высочество!» по Л. А. Кассилю, «Том Сойер» по М. Твену, «Малыш и Карлсон, который живет на крыше» А. Линдгрен, «Винни-Пух и все, все, все…» по А. Милну, «Ревизор» по пьесе Н. В. Гоголя, «Сирано де Бержерак» по пьесе Э. Ростана, пьесам У. Шекспира «Ромео и Джульетта» и «Укрощение строптивой» В. Шекспира, «Мещанин во дворянстве» по пьесе Мольера, «Зайка-зазнайка» по пьесе С. В. Михалкова, «Приключения Чиполлино» по Дж. Родари, «Снежная королева» по пьесе Е. Л. Шварца, «Кот в сапогах» по пьесе Г. Каллау, «Конек-Горбунок» по П. П. Ершову. Участвовал в городских представлениях и концертах.
В качестве педагога работает на театральном отделении Астраханского колледжа культуры и искусств и в Астраханской государственной консерватории на отделении «Актер драматического театра и кино». Ученики Юрия Кочеткова составляют основу труппы его театра, среди них — народный артист России Сергей Мартемьянов и заслуженный артист России Сергей Тараскин. Определяющей стала его роль в выборе театральной профессии для таких актёров как Владимир Стеклов, Дмитрий Дюжев и Анастасия Заворотнюк.
Более 15 лет возглавляет Астраханское отделение Союза театральных деятелей. Избирался депутатом районного, городского и областного советов депутатов.
В марте 2022 года подписал обращение в поддержку военного вторжения России на Украину (2022).

### Семья
- Отец — Владимир Кочетков, актёр театра.
- Мать — Ольга Пенчковская, актриса театра.
- Сестра — Павловец (Кочеткова), Татьяна Владимировна, актриса Ленинградского театра имени Ленинского комсомола[4].

## Награды и премии
- Лауреат театральных фестивалей и конкурсов[2].
- 1984 — Заслуженный деятель искусств РСФСР.
- 1993 — Почётный гражданин Астрахани[2].
- 2000 — Народный артист Российской Федерации[1].
- 2007 — медаль ордена «За заслуги перед Отечеством» II степени[9].
- 2020 — Специальная премия «Золотая маска» «За выдающийся вклад в развитие театрального искусства»[10].